# Мохаммед-Аваль Ісса
Мохаммед-Аваль Ісса (англ. Mohammed-Awal Issah, нар. 4 квітня 1986, Аккра) — ганський футболіст, півзахисник клубу «Верія».
Насамперед відомий виступами за «Црвену Звезду», а також молодіжну збірну Гани.

## Клубна кар'єра
У дорослому футболі дебютував 2007 року виступами за «Реал Спортіве», в якому провів один сезон.
Протягом 2007–2009 років захищав кольори південноафриканського «АмаЗулу».
Своєю грою привернув увагу представників тренерського штабу сербської «Црвени Звезди», до складу якого приєднався в січні 2009 року. Відіграв за белградську команду наступні два з половиною сезони своєї ігрової кар'єри. Більшість часу, проведеного у складі «Црвени Звезди», був основним гравцем команди.
Влітку 2011 року уклав контракт з норвезьким «Русенборгом», у складі якого провів наступні півтора року своєї кар'єри гравця. Граючи у складі «Русенборга», також здебільшого виходив на поле в основному складі команди.
7 січня 2013 року уклав півторарічний контракт з грецькою «Верією». 

## Виступи за збірну
2007 року залучався до складу молодіжної збірної Гани.